# 塔瓦塔
塔瓦塔（Tahuata）是法国海外集体法屬玻里尼西亞马克萨斯群岛行政区的一个市镇，领土涵盖同名岛屿。

## 地理
塔瓦塔（9°57'6"S, 139°4'40"W）面积61 平方千米，位于法国海外集体法屬玻里尼西亞馬克薩斯群島。
由于塔瓦塔领土为海洋中的一岛屿，故不与任何市镇接壤。

## 行政
塔瓦塔的邮政编码为98743，INSEE市镇编码为98746。

## 政治
塔瓦塔的现任市长为费利克斯·巴尔西纳斯（Félix Barsinas）先生，任期为2020-2026年。

## 人口
塔瓦塔于2022年时的人口数量为595人。